# Estancia Vieja 2.ª Sección
Estancia Vieja 2.ª Sección es una localidad del municipio de Centro ubicado en la subregión centro del estado mexicano de Tabasco.

## Geografía
La localidad de Estancia Vieja 2.ª Sección se sitúa en las coordenadas geográficas 17°52′09″N 93°06′56″O / 17.869167, -93.115556, a una elevación de 28 metros sobre el nivel del mar.

## Demografía
Según el Censo de Población y Vivienda 2020, efectuado por el Instituto Nacional de Estadística y Geografía, la localidad de Estancia Vieja 2.ª Sección tiene 440 habitantes, de los cuales 229 son del sexo masculino y 211 del sexo femenino. Su tasa de fecundidad es de 2.47 hijos por mujer y tiene 122 viviendas particulares habitadas.
| Gráfica de evolución demográfica de Estancia Vieja 2.ª Sección entre 1970 y 2020 |
|                                                                                  |
| INEGI.                                                                           |